# Joseph Anselm Feuerbach
Joseph Anselm Feuerbach (født 9. september 1798 i Jena, død 8. september 1851 i Freiburg im Breisgau) var en tysk arkæolog. Han var søn af Paul Johann Anselm von Feuerbach og far til Anselm Feuerbach.
Feuerbach blev 1836 professor i filologi i Freiburg im Breisgau. Han blev specielt kendt gennem sit arbejde med Der vaticanische Apollo (1833). Hans Nachgelassene Schriften blev udgivet i 1853, i fire bind.